# Biblioteka genowa
Biblioteka genowa to zbiór różnych sekwencji DNA danego organizmu, które zostały sklonowane w wektorze w celu ich łatwiejszego oczyszczania, przechowywania i analizy. Biblioteki DNA to zestawy klonów DNA (genetycznie odrębny osobnik lub grupa organizmów identycznych genetycznie). Każdy z klonów powstał poprzez włączenie do wektora innego fragmentu DNA, który następnie został namnożony w komórkach gospodarza. Do skonstruowania biblioteki genowej wykorzystuje się komórki bakteryjne.
Rodzaje bibliotek:
- biblioteki genomowe - gdy źródłem DNA jest genomowy DNA,
- biblioteki cDNA - gdy DNA jest populacją kopii mRNA - cDNA